# Agent.BTZ
Agent.BTZ (также известен как Autorun) — компьютерный червь, совершавший атаки на военные ведомства США в 2008 году, в том числе и на Пентагон, которому понадобилось 14 месяцев для избавления от вируса. Является вариантом червя SillyFDC. Написан на Ассемблере. Скорее всего, Agent.BTZ имеет русское или китайское происхождение.
На парковке возле Центрального командования США была найдена флешка, заражённая Agent.BTZ. Она была вставлена в ноутбук, после чего червь начал своё распространение.
Операция по удалению Agent.BTZ получила название «Operation Buckshot Yankee».

## Технические детали
При заражении Agent.BTZ создаёт файл AUTORUN.INF с вредоносным DLL-файлом. Этот файл сканирует компьютер, открывает бэкдоры и использует их для управления и контроля сервера, собирая личные данные.